# Egzotecjum

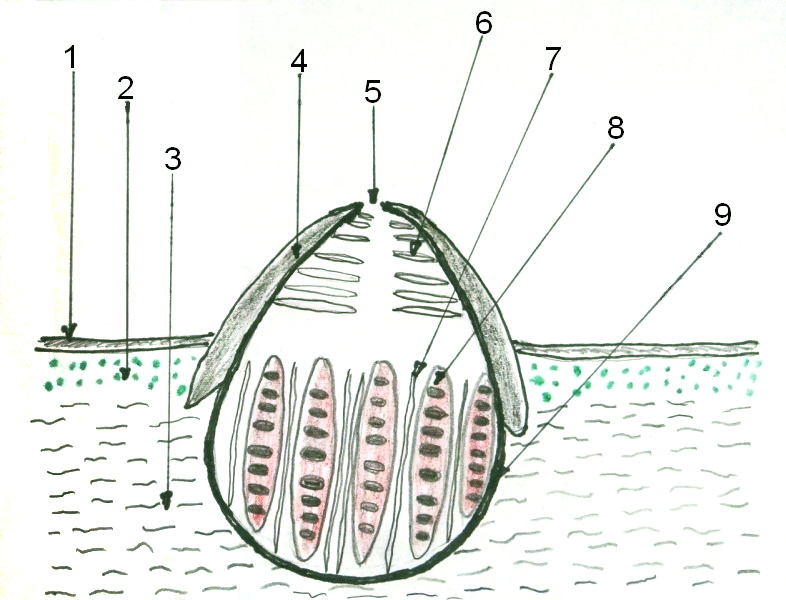
Schemat budowy perytecjum u porostów. Jego wystająca ponad górną korę część to egzotecjum

Egzotecjum – w botanice jest to zewnętrzna warstwa komórek. Występuje np. w ścianie zarodni u paprotników lub w pylnikach u roślin nasiennych i nagozalążkowych. Podczas ich dojrzewania wysycha i sztywnieje powodując otwieranie się zarodni lub woreczków pyłkowych, co umożliwia wydostanie się na zewnątrz zarodników i ziarn pyłku.
W mykologii przez egzotecjum rozumie się część owocników typu perytecjum, która wystaje na zewnątrz ponad plechę. Zazwyczaj perytecja są całkowicie zanurzone w plesze, u niektórych gatunków grzybów jednak mniejsza lub większa część perytecjum znajduje się na zewnątrz plechy. Egzotecjum może mieć kształt od płaskiego do półkulistego, a czasami przy ostiolum jest wgłębione. Jego powierzchnia może być gładka, promieniście spękana lub bruzdkowana. Najczęściej ma ciemną barwę; od ciemnobrunatnej do czarnej, i tylko wyjątkowo zdarzają się jaśniejsze, cieliste. U niektórych gatunków egzotecjum jest całkowicie pokryte plechą (np. w rodzaju Verrucaria).
Opisy do rysunku: 1 – kora górna, 2 – warstwa glonów, 3 – rdzeń, 4 – inwolukrelum, 5 – ostiola, 6 – peryfizy, 7 – parafizy, 8 – worki z zarodnikami, 9 – ekscypulum